# Clement J. Zablocki

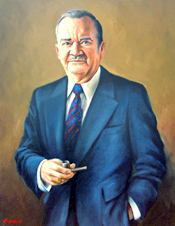
Clement J. Zablocki, vor 1980

Clement John Zablocki (* 18. November 1912 in Milwaukee, Wisconsin; † 3. Dezember 1983 in Washington, D.C.) war ein US-amerikanischer Politiker. Zwischen 1949 und 1983 vertrat er den Bundesstaat Wisconsin im US-Repräsentantenhaus.

## Werdegang
Clement Zablocki besuchte die öffentlichen Schulen seiner Heimat und studierte anschließend bis 1936 an der Marquette University. In den Jahren 1938 und 1939 war er in Milwaukee als Lehrer tätig. Zwischen 1932 und 1948 war Zablocki auch Organist und Chorleiter. Später wurde er Oberstleutnant in der Reserve der US-Luftwaffe. Politisch wurde er Mitglied der Demokratischen Partei. Von 1942 bis 1948 gehörte er dem Senat von Wisconsin an. 1948 war er Vorsitzender des regionalen demokratischen Parteitags in diesem Staat. Zwischen 1952 und 1968 war er Delegierter zu allen Democratic National Conventions. Im Jahr 1948 kandidierte Zablocki erfolglos für das Amt des Stadtkämmerers von Milwaukee. 1957 bewarb er sich erfolglos um die Nominierung seiner Partei für eine Nachwahl zum US-Senat.
Bei den Kongresswahlen des Jahres 1948 wurde Zablocki im vierten Wahlbezirk von Wisconsin in das US-Repräsentantenhaus in Washington gewählt, wo er am 3. Januar 1949 die Nachfolge von John C. Brophy antrat. Nach 16 Wiederwahlen konnte er bis zu seinem Tod am 3. Dezember 1983 im Kongress verbleiben. In diese Zeit fielen unter anderem der Kalte Krieg, der Koreakrieg, der Vietnamkrieg, die Watergate-Affäre, die Bürgerrechtsbewegung und die Besetzung der amerikanischen Botschaft im Iran im Jahr 1979. Damals wurden auch fünf weitere Verfassungszusätze verabschiedet. Von 1977 bis 1979 war Zablocki Vorsitzender des Ausschusses für Internationale Beziehungen. Danach leitete er zwischen 1979 und 1981 den auswärtigen Ausschuss.